# Borlești, Satu Mare
Borlești (germană Burlescht, maghiară Barlafalu) este un sat în comuna Pomi din județul Satu Mare, Transilvania, România. Este situat pe DJ193. Satul Borlești este limita județului Satu Mare cu județul Maramureș cu un relief de câmpie în partea nord-estică (Lunca Someșului) și un relief deluros în partea nord-vestică (pădurile de stejar ale Codrului).
Conform recensământului realizat la nivel național în anul 2022, populația totală a localității Borlești este de 755 de locuitori (375 bărbați și 382 femei).  

## Obiective turistice
- Rezervația naturală “Pădurea Runc” (68,5 ha).

 Acest articol despre o localitate din județul Satu Mare este deocamdată un ciot. Puteți ajuta Wikipedia prin completarea lui.